# پرونده آلزایمر
پرونده آلزایمر (به انگلیسی: The Alzheimer Case) همچنین با عنوان خاطره یک قاتل نیز شناخته می‌شود، (هلندی: De Zaak Alzheimer) یک فیلم سینمایی بلژیکی در ژانر دلهره‌آور و جنایی محصول سال ۲۰۰۳ به کارگردانی اریک فان لوی که بر اساس رمانی به همین نام اثر جف گیرراث ساخته شده‌است. بازسازی آمریکایی این فیلم توسط کمپانی فوکس فیچرز با عنوان حافظه (فیلم ۲۰۲۲) در در سال ۲۰۲۲ عرضه شد.